# Santa Nella (Kalifornija)
Santa Nella je naseljeno područje za statističke svrhe u američkoj saveznoj državi Kalifornija. Prema popisu stanovništva iz 2010. u njemu je živjelo 1.380 stanovnika.